# Lipovetz Géza
Lipovetz Géza, Lipovecz (Bakonyszentlászló, 1882. január 10. – Budapest, IX. kerület, 1918. június 20.) magyar labdarúgó, fedezet, nemzeti labdarúgó-játékvezető, posta és távirda műszerész, posta segédellenőr.

## Családja
Lipovecz Antal körjegyző és Csajtay Karolina fiaként született. 1910. május 18-án Budapesten, az Erzsébetvárosban házasságot kötött a nála tíz évvel fiatalabb Lampl Irénnel.

## Pályafutása
1901-ben az FTC fedezete volt. A harmadik labdarúgó-bajnokságban az MTK tagjaként bronzérmes volt, a negyedikben aranyérmes lett. Az FTC csapatban 3 alkalommal, közte egy külföldi mérkőzésen szerepelt.
| Időpont            | Helyszín               | Mérkőzés típusa          | Mérkőzés                  | Eredmény |
| ------------------ | ---------------------- | ------------------------ | ------------------------- | -------- |
| 1901. november 10. | Praterbeli pálya, Bécs | nemzetközi klubmérkőzése | Cricketer–Ferencvárosi TC | 8 – 1    |

Gyakorlata valamint szabályismerete alapján vizsga nélkül, szükségből lett játékvezető. Az alakuló klubtalálkozókon, bemutató mérkőzéseken tevékenykedett. Játékvezetésből 1901-ben Budapesten az MLSZ Bíróvizsgáló Bizottság (BB) előtt elméleti és gyakorlati vizsgát tett. Az MLSZ BB javaslatára NB II-es bíró. 1908–1914 között a futballbíráskodás legjobb játékvezetői között tartják nyilván. Küldési gyakorlat szerint rendszeres partbírói szolgálatot is végzett. 1918-ban bekövetkezett halála miatt befejeződött minden sporttevékenysége. A budapesti Szent István kórházban hunyt el vesebaj következtében.
Az Magyar Labdarúgó-szövetség (MLSZ) részeként 1917. május 29-én létrejött a Magyar Futballbírák Testülete (BT). Az első tisztikar 10 póttagjának egyik választottja. 1918-ban az MLSZ megbízásából, a Magyar labdarúgó-válogatott–Osztrák labdarúgó-válogatott mérkőzés előtt a válogató bizottság (9 fő) egyik tagja. A válogató bizottság még soha nem volt ilyen népes.
| Időpont           | Helyszín                       | Mérkőzés típusa | Mérkőzés              | Játékvezető  | Eredmény | Nézők száma |
| ----------------- | ------------------------------ | --------------- | --------------------- | ------------ | -------- | ----------- |
| 1918. április 14. | Hungária úti Stadion, Budapest | felkészülési    | Magyarország–Ausztria | Angelo Rossi | 2 – 0    | 20 000      |

## Külső hivatkozások
- Lipovetz Géza. mtkcsalad.hu. [2016. május 10-i dátummal az eredetiből archiválva]. (Hozzáférés: 2016. május 18.)
- Lipovetz Géza. tempofradi.hu. (Hozzáférés: 2016. május 18.)
- Lipovetz Géza. tempofradi.hu. (Hozzáférés: 2016. május 18.)